# 라비나 탄돈
라비나 탄돈(힌디어: रवीना टंडन, 영어: Raveena Tandon, 1974년 10월 26일 ~ )은 인도의 배우, 사회자, 모델이다. 2000년 내셔널 필름 어워드 여우주연상 수상자이다.

## 출연 작품
- 봄베이 벨벳 (2015)
- 샌드위치 (2005)
- 가르왈리 바하르왈리 (1998)
- 빅 브라더, 스몰 브라더 (1998)
- 플레이어 오브 플레이어즈 (1996)
- 더 비러브드 선 (1994)
- 투 이치, 히즈 온 스타일 (1994)